# Josep Maria Antentas Altarriba
Josep Maria Antentas, de nom complet Josep Maria Antentas Altarriba (Sabadell, Vallès Occidental, 8 de setembre de 1946) és un atleta i director esportiu català.
Experimentat corredor de fons (ostenta una millor marca de 2.25.22 en marató), des de sempre ha estat vinculat al món de l'atletisme. Fou el director tècnic de la marató dels Jocs Olímpics de Barcelona 92, del Campionat d'Europa d'atletisme de 2010 celebrat a Barcelona, i de la mateixa Marató de Barcelona entre els anys 2001 i 2004. Alhora, fou membre fundador de la Comissió Marathon Catalunya, i va presidir la Joventut Atlètica Sabadell entre els anys 1984 i 1992. Entre els anys 1982 i 1985 va ser vicepresident de la Real Federación Española de Atletismo (RFEA), mentre que des de l'any 2000 fins al 2022, en que fou substituït per Jordi Molins, ho ha estat de la Federació Catalana d'Atletisme (FCA). També ha estat membre de diferents organitzacions i associacions internacionals. Des de fa uns anys també és speaker en curses, comentarista a la televisió i la ràdio i fa algunes xerrades sobre el món de l'atletisme.